# Zwei Deutsche
Zwei Deutsche ist ein Dokumentarfilm des DEFA-Studios für Dokumentarfilme von Gitta Nickel aus dem Jahr 1988.

## Handlung
Dieser Dokumentarfilm erzählt von den zwei 1928 geborenen Männern Hans-Georg Henke († 1997) aus Finsterwalde in der DDR und Wilhelm Hübner († 2010) aus Landshut in der Bundesrepublik Deutschland. Beide wurden weltweit bekannt durch Fotografien in Uniformen der Deutschen Wehrmacht, die gegen Ende des Zweiten Weltkrieges 1945 von den jeweils 17-Jährigen gemacht wurden. Jetzt im Jahr 1988, also 43 Jahre später, erzählen die inzwischen 60-jährigen Männer aus ihrem Leben und welche Lehren sie aus den harten Prüfungen ihrer jungen Jahre gezogen haben.

### Hans-Georg Henke
Hans-Georg Henke wurde in Finsterwalde geboren, wo er auch seine Kindheit als mittlerer von drei Brüdern verbrachte. Wie alle deutschen Kinder wurde auch er Mitglied der Hitlerjugend, stand aber dieser Organisation kritisch gegenüber, was an seinem Großvater lag, der in Finsterwalde als Sozialdemokrat der „Rote Schumacher“ genannt wurde und seinem Vater, der mit den Kommunisten sympathisierte. Als die Nationalsozialisten an die Macht kamen, sagte er, der den Ersten Weltkrieg als Soldat erlebte und in keiner Partei war, dass Adolf Hitler nur keinen Krieg anfangen solle, da das der Untergang Deutschlands wäre. Der Vater hatte in einer Finsterwalder Tuchfabrik durch die hohe Staubeinwirkung seine Gesundheit gelassen, wurde lungenkrank und verstarb 1938. Erst danach fand seine Mutter in einem späteren Rüstungsbetrieb eine Arbeitsstelle, um die Familie weiter zu ernähren. 1942 wurde der große Bruder an die Front eingezogen. 1944 verstarb die Mutter im Alter von 44 Jahren. Hans-Georg selbst erlernte in der FIMAG den Beruf eines Industriekaufmanns, bis er als 16-jähriger Kindersoldat selbst an die Front eingezogen wurde. Er erzählte dann von dem Beschuss durch die Rote Armee und den schrecklichen Erlebnissen auf dem Rückzug der Front. Hier, etwa am 1. Mai 1945, machte ein Fotograf die berühmte Aufnahme des weinenden Kindersoldaten. Am 8. Mai 1945 kam Hans-Georg Henke im mecklenburgischen Blankenberg in sowjetische Kriegsgefangenschaft.
Das erste Kriegsgefangenenlager bezog er am 9. Mai in Sternberg, wo den Soldaten die deutsche Kapitulation mitgeteilt wurde. Der Marsch in Richtung Russland führte ihn auch durch das ehemalige KZ Ravensbrück, in dem er an Typhus und Ruhr erkrankte. Er kam am 20. Juni 1945 in ein Lazarett nach Fürstenberg/Havel, wo ihn sowjetische und deutsche Ärzte gesund pflegten. Wegen dieser Erkrankung und seiner Jugend wurde er nach Hause entlassen. Im November 1945 wurde er Mitglied in der KPD. Während der Weltfestspiele der Jugend und Studenten 1951 in Berlin sah Hans-Georg Henke das erste Mal das berühmte Bild auf einem Plakat, mit der Unterschrift „Nie wieder Krieg“ und er erkannte sich wieder. Von nun an war es überall und ständig zu sehen, Zeitungen in der ganzen Welt berichteten darüber und schrieben über Hans-Georg Henke. Im Mai des gleichen Jahres heiratete er. Er ging zur Deutschen Volkspolizei nach Luckau und später zur Kriminalpolizei. 1952 wurde er in Finsterwalde Angehöriger der Kasernierten Volkspolizei, musste aber 1954 den Dienst aus gesundheitlichen Gründen quittieren. Von der SED erhielt er nun den Parteiauftrag, als Verwaltungsleiter im Krankenhaus Finsterwalde tätig zu sein. Er erinnerte sich, wie schwer es ihm fiel, nur mit seiner kaufmännischen Ausbildung im Kreis von Akademikern und medizinischem Fachpersonal zu bestehen. Im Jahr der Filmaufnahmen kann er als Rentner voller Stolz auf das in seinem Leben erreichte zurückblicken.

### Wilhelm Hübner

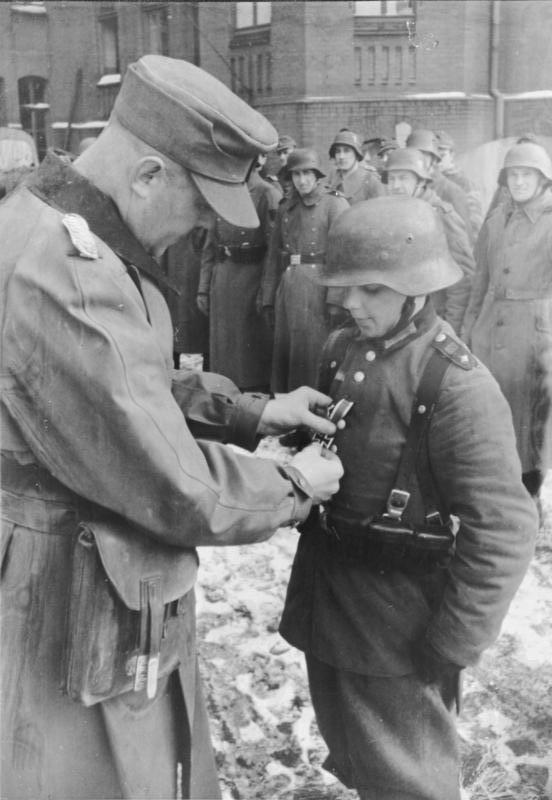
Willi Hübner wird mit dem Eisernen Kreuz II. Klasse ausgezeichnet

Wilhelm Hübner wurde in Kerzdorf in der Nähe von Lauban geboren und wuchs mit zwei weiteren Brüdern auf. Der Vater wurde von den Kindern nicht geliebt, da er für sie kein Verständnis hatte und sehr streng zu ihnen war. Die Mutter war der ruhende Pol für die Brüder, obwohl sie es auch nicht leicht mit ihrem Mann hatte, der häufig bis in die Nacht in der Gaststätte saß. Wilhelm Hübner erhielt eine katholische Erziehung, wodurch er in seinem Ort zu einer Minderheit gehörte. Mit zehn Jahren kam er zum Jungvolk, was ihm sehr gefiel, obwohl er auch hier von seinen Vorgesetzten wegen seiner Religion als „Knierutscher“ bezeichnet wurde. Als die Front 1945 seinen Heimatort erreichte, besorgte sich Wilhelm in der Kaserne eine Uniform passender Größe und schloss sich aus eigenem Antrieb der kämpfenden Truppe an. Er dachte sogar voller Stolz daran, in dem in der Nähe von Görlitz liegenden Lauban sein Leben für Deutschland zu lassen. Da er die Gegend durch seine Kindheit sehr genau kannte, stellte er sich der Wehrmacht als Melder zur Verfügung, aber seine Ortskenntnisse wurden bereits bei den Lagebesprechungen im Stab benötigt. Nachdem Lauban durch die Wehrmacht zurückerobert worden war, wurde Wilhelm Hübner im Hof der Schule mit dem Eisernen Kreuz ausgezeichnet, wobei ihm der Reichspropagandaminister Joseph Goebbels persönlich gratulierte. Er wurde vom Reichsjugendführer Artur Axmann ins Gästehaus nach Berlin-Gatow eingeladen, wo er mit ebenfalls ausgezeichneten Hitlerjungen, darunter Alfred Zech, eine schöne Woche verlebte. Diese Gruppe wurde von Adolf Hitler auf den Hof der Reichskanzlei eingeladen, wo Hübner seine Erlebnisse am 19. März 1945 dem Führer schilderte, der ihm dafür die Wange streichelte (was durch Aufnahmen der Wochenschau dokumentiert ist). Für Wilhelm war es – auch noch im Jahr 1988 – das Höchste, was es zur damaligen Zeit überhaupt gegeben hat. Er hat aber später feststellen müssen, dass „unser Adolf“ ein alter Mann geworden war; allerdings war Hübner auch während der Dreharbeiten nicht bereit, seine damaligen Empfindungen infrage zu stellen. Zurück in Lauban stellte er sich wieder dem Kampfkommandanten zur Verfügung, bis dieser am 7. Mai 1945 erklärte, dass er den „Bubi“ nicht mehr gebrauchen könne, da alles aus sei.
Wilhelm Hübner und sein älterer Bruder wurden nach dem Krieg vom polnischen Staat ausgewiesen und kamen nach längeren Irrwegen im Braunkohlenrevier Borna bei Leipzig an. Hier erhielt der noch Minderjährige  einen Vormund, nachdem bekannt geworden war, dass seine Eltern in Bayern Aufnahme gefunden hatten. Hübner beendete seine durch den Krieg abgebrochene Lehre als Schlosser und Dreher. Danach verpflichtete er sich für zwei Jahre zur Deutschen Volkspolizei. Der Dienst und die Kasernenunterbringung sagten ihm aber nicht zu, weshalb er sich dagegen auflehnte und daraufhin entlassen wurde. Da er in Borna nicht wieder eingestellt wurde, ging er 1949 nach Bayern, um dort sein Glück zu versuchen. Dies erwies sich als schwierig, da die Einheimischen keine Vertriebenen aus Polen aufnehmen wollten. Erst bei seinen Eltern wurde er aufgenommen und fand eine vorübergehende Anstellung bei einem Bauern, bis er 1950 in einem Öllager den ersten richtigen Arbeitsplatz fand. 1988 arbeitet er in Landshut als Motorenschlosser und ist verheiratet. Seine Frau arbeitet in einem Krankenhaus als Stationshilfe. Beide leben in einem Zweifamilienhaus, haben zwei Autos, arbeiten gern und warten auf den Renteneintritt. Wilhelm Hübner ist mit sich und seinem Leben zufrieden und glaubt nicht, dass der Einzelne gesellschaftlich etwas bewegen kann. Er geht regelmäßig wählen, verrät aber nicht, welche Partei. Er hat auch eine politische Meinung, will aber darüber nicht sprechen. In seiner Wohnung umgibt er sich mit Militaria, historischen Büchsen, Orden aus der Zeit des Nationalsozialismus und zwei Bildern, auf denen Adolf Hitler und Joseph Goebbels ihm zum Eisernen Kreuz gratulieren. Das gehört mit zu seinen Erinnerungen, an  die er sich erinnern und über die er auch sprechen will.
In einem waren sich beide Protagonisten einig: Es darf nie wieder einen Krieg geben.

## Produktion
Zwei Deutsche wurde von der Künstlerischen Arbeitsgruppe „effekt“ unter dem Arbeitstitel Zwei Fotos gehen um die Welt auf ORWO-Color gedreht und hatte am 1. September 1988 anlässlich des Weltfriedenstages im Berliner Kino International seine Uraufführung.

## Kritik
In der Kritik des Filmspiegels schrieb Henryk Goldberg: 

„Gitta Nickel, Wolfgang Schwarze und Niko Pawloff fanden einen traumhaften Stoff. Fanden ihn zufällig und erkannten, welch Chance sich da bot. Zwei Vierzehnjährige – ohne eigenes Zutun ins Symbolische erhoben –, die sich je ein anderes Deutschland suchten: Solch deutsch-deutsche Metaphorik, solch eine Deutsch-Stunde wagte kein Mensch sich glaubhaft auszudenken.“

Horst Knietzsch fasst am Schluss seiner Kritik im Neuen Deutschland zusammen:

„Wilhelm Hübner und Hans-Georg Henke leben heute in zwei deutschen Staaten. Die Unterschiede im Denken, im Fühlen und in den Interessen sind nicht zu übersehen. Aber beide haben sie zur Maxime gefunden: Es darf nie wieder Krieg von deutschem Boden ausgehen. Daß dies keine rhetorische Floskel ist, markiert dieser Film in beeindruckenden Bildfolgen, durch sorgfältige Recherche und die subtile Reflexion zweier Lebensläufe.“

Michael Breuer berichtet 2019 in der Frankfurter Rundschau, dass die Aussagen von Hans-Georg Henke über die Umstände und den Ort der Entstehung der Fotografie unzutreffend sind. Entgegen der Schilderungen Henkes entstand das Foto im hessischen Rechtenbach-Hüttenberg als Teil einer Serie des amerikanischen Fotografen John Florea.